# Norðoyatunnilin
El Norðoyatunnilin ("el túnel de les illes del nord", en feroès) és un túnel submarí de peatge de les illes Fèroe. Amb els seus 6300 metres, és el segon més llarg de l'arxipèlag després de l'Eysturoyartunnilin, que fa 11 200 metres. Connecta Leirvík, a l'illa d'Eysturoy, amb la ciutat de Klaksvík, a l'illa de Borðoy, passant per sota de l'estret Leirvíksfjørður. El Norðoyatunnilin és un túnel de carretera construït en un sol tub bidireccional. El túnel baixa a una profunditat de 150 metres per sota del nivell del mar, salvant així la profunditat màxima de l'estret que és de 103 metres. El pendent màxim és del 6%.
El projecte de construcció d'un túnel que connectés l'illa d'Eysturoy i la de Borðoy és antic. El 1988, el Landsverkfrøðingurin (l'oficina nacional d'obres públiques) va realitzar diversos estudis de sismicitat al Leirvíksfjørður (estret que separa les dues illes). Un any abans, un enginyer havia desenvolupat un pla global que mostrava diferents ubicacions adequades per a la construcció d'un túnel. Altres estudis realitzats el 1988 van confirmar que aquest projecte es podia arribar a considerar econòmicament viable. Quinze anys després del començament del primer estudi, se'n van iniciar les obres.
La perforació a Leirvík va començar el 18 de desembre de 2003 i a Klaksvík el 20 d'abril de 2004. El 25 de juny de 2005 es va completar la perforació i les obres van acabar finalment l'abril de 2006. El Norðoyatunnilin es va inaugurar oficialment el dia 29 d'aquell mateix mes, tres mesos abans del que s'havia previst. El cost total de l'obra va ser de 265 milions de DKK. El 2014 el peatge del Norðoyatunnilin costava 100 corones per cotxe (13 € aprox.).